# BFG – Big Friendly Giant
BFG – Big Friendly Giant (Originaltitel The BFG) ist ein US-amerikanischer Fantasyfilm von Regisseur Steven Spielberg aus dem Jahr 2016. Er basiert auf Roald Dahls im Jahr 1982 veröffentlichtem Kinderbuch The BFG mit dem deutschen Titel Sophiechen und der Riese. Das Drehbuch schrieb die im November 2015 verstorbene Drehbuchautorin Melissa Mathison, die durch das Drehbuch zu Spielbergs E.T. – Der Außerirdische bekannt wurde. In den Hauptrollen sind der britische Oscarpreisträger Mark Rylance und Neuentdeckung Ruby Barnhill zu sehen.
Der Film ist eine Koproduktion von Disney, Amblin Entertainment, DreamWorks SKG, Reliance Entertainment, The Kennedy/Marshall Company sowie Walden Media und feierte seine Weltpremiere außer Konkurrenz bei den Internationalen Filmfestspielen von Cannes 2016. Die reguläre Veröffentlichung erfolgte ab 1. Juli 2016 in den US-amerikanischen und am 21. Juli 2016 in den deutschsprachigen Kinos. Er wurde neben der normalen 2D-Version auch in Disney Digital 3-D sowie in Real D 3D veröffentlicht. Der Film ist Melissa Mathison zum Andenken gewidmet und kam im selben Jahr in die Kinos, in dem sich Roald Dahls Geburtstag zum einhundertsten Mal jährt.

## Handlung
Die zehnjährige Sophie lebt als Waise in einem Waisenhaus für Mädchen in London, dessen Betreiberin die Kinder oft misshandelt. Nachts streift sie durch die Gänge und Flure des Hauses oder liest unter der Bettdecke Bücher. Als sie von draußen Geräusche hört, geht sie zum Fenster, um nachzuschauen, woher diese kommen. Dabei beobachtet sie eine riesige, mit einem schwarzen Umhang bekleidete Gestalt, die eine Art dünne Trompete, mit der sie Kindern schöne Träume in ihre Schlafzimmer pustet, sowie eine Tasche mit sich führt. Sophie wird von der Gestalt dabei entdeckt, wie sie sie bei ihrem Streifzug beobachtet. Schnell versteckt sie sich unter der Bettdecke, doch der Riese streckt seine gewaltige Hand durch das Fenster, ergreift Sophie und entführt sie ins Reich der Riesen, denn er hat Angst, dass Sophie den anderen Menschen von ihm erzählt und diese dann Jagd auf ihn machen.
Als Sophie befürchtet, gefressen zu werden, stellt sich jedoch heraus, dass der Riese ihr freundlich gesinnt ist und sie nur mitgenommen hat, weil sie ihn gesehen und beobachtet hat. Schnell freunden sich die beiden an, jedoch droht ihr von anderer Seite Gefahr. Der freundliche Riese ist nicht die einzige Kreatur, die im Land der Riesen lebt. Die anderen Riesen sind viel größer und gefährlich. Sie fressen im Gegensatz zum freundlichen Riesen auch Menschen, am liebsten jedoch Kinder und wollen die menschliche Welt angreifen.
Daher schmieden Sophie und der Riese einen Plan, zur Königin von England zu gehen, um diese zu bitten, das zu verhindern und die bösen Riesen zu bekämpfen. Sie können die Königin dazu überreden, ihnen zu helfen.
Der Film endet damit, dass die bösen Riesen als Strafe vom Militär auf einer weit entfernten, einsamen Insel ausgesetzt werden, auf der sie nur Gurken zum Essen vorfinden. Sophie hingegen bleibt im Buckingham-Palast. Immer wenn sie dort aufwacht, sieht sie den großen freundlichen Riesen aus der Ferne und wünscht ihm einen guten Morgen.

## Produktion

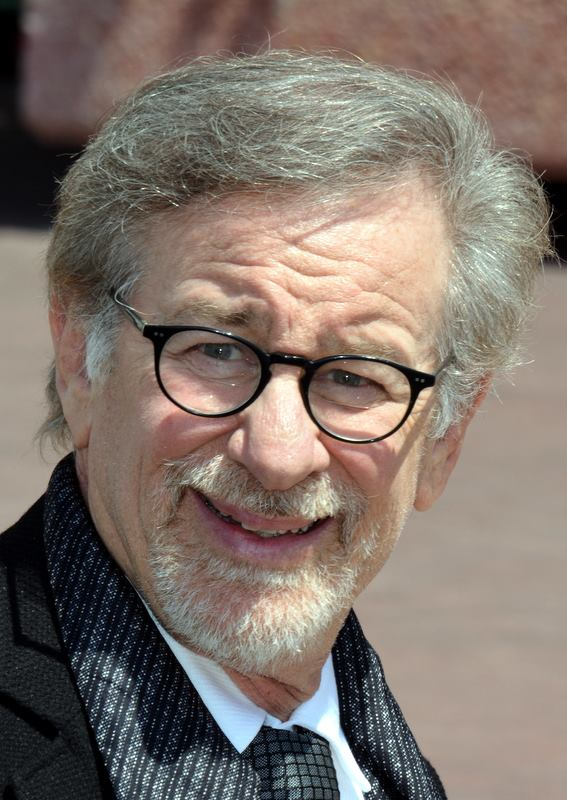
Regisseur Steven Spielberg (2016)

### Entwicklung und Entstehungsgeschichte
Bereits im Jahr 1991 begannen die Filmproduzenten Frank Marshall und Kathleen Kennedy mit der Entwicklung für eine filmische Anpassung des Buches The BFG für die große Leinwand und stellten das Projekt Paramount Pictures vor. Im Laufe der Jahre wurde das Projekt weiteren Studios sowie mehreren Drehbuchautoren vorgestellt. Dabei wurde unter anderem der inzwischen verstorbene Schauspieler und Komiker Robin Williams für die Rolle des freundlichen Riesen gehandelt.
Im Jahr 2011 kaufte DreamWorks die Filmrechte. Da DreamWorks durch frühere Filmprojekte und Misserfolge in finanzielle Schwierigkeiten geraten war, verzögerte sich die Produktion. Dennoch wurde schließlich die inzwischen verstorbene Drehbuchautorin Melissa Mathison damit beauftragt, ein Drehbuch zu schreiben. Zudem wurde das Projekt mehreren Regisseuren angeboten, darunter John Madden und Chris Columbus. Im April 2014 wurde angekündigt, dass schließlich Steven Spielberg für die Regie gewonnen werden konnte. Frank Marshall, Spielberg und Sam Mercer fungieren als Produzenten sowie unter anderem Kathleen Kennedy, Michael Siegel und John Madden als Executive Producer. Im März 2015 wurde bekannt, dass Walden Media den Film koproduzieren.
Im April 2015 wurde zudem angekündigt, dass Walt Disney Pictures die Kofinanzierung übernimmt und als Herausgeber gewonnen werden konnte, um den Film in einigen Ländern zu veröffentlichen. Obwohl Spielberg als Produzent schon einige Filme für Disney realisiert hat, ist The BFG damit die erste Disney Kooperation mit Spielberg als Regisseur. Das DreamWorks Studio als Produzent des Films wird von der Marke Amblin Partners vertreten, die im Dezember 2015 gegründet wurde von Steven Spielberg, Jeff Skoll von Participant Media, Anil Ambani von Reliance - Anil Dhirubhai Ambani Group und Darren Throop von Entertainment One.

### Besetzung
| Figur                               | Darsteller            | Deutscher Sprecher |
| ----------------------------------- | --------------------- | ------------------ |
| Der BFG (großer freundlicher Riese) | Mark Rylance          | Stefan Kurt        |
| Sophie                              | Ruby Barnhill         | Mina Christ        |
| Königin von England                 | Penelope Wilton       | Katharina Lopinski |
| Fleshlumpeater                      | Jemaine Clement       | Tommy Morgenstern  |
| Mary                                | Rebecca Hall          | Manja Doering      |
| Mr. Tibbs                           | Rafe Spall            | Philipp Moog       |
| Bloodbottler                        | Bill Hader            | Lutz Schnell       |
| Bonecruncher                        | Michael Adamthwaite   | Daniel Zillmann    |
| Manhugger                           | Adam Godley           |                    |
| Butcherboy                          | Daniel Bacon          |                    |
| Gizzardgulper                       | Chris Gibbs           |                    |
| Maidmasher                          | Ólafur Darri Ólafsson |                    |
| Childchewer                         | Jonathan Holmes       |                    |
| Meatdripper                         | Paul Moniz de Sa      |                    |

Am 27. Oktober 2014 wurde angekündigt, dass der dreifache Tony Award Gewinner Mark Rylance, der in Spielbergs Bridge of Spies – Der Unterhändler als Nebendarsteller zu sehen ist, die Hauptrolle des freundlichen Riesen übernimmt. Spielberg wurde mit den Worten zitiert, dass „Mark Rylance ein wandelbarer Schauspieler ist. Ich bin begeistert und freue mich sehr, dass Mark mit uns diese Reise ins Riesenland machen wird“. Die Bewegungen von Rylance wurden dabei mit Hilfe des Motion Capture Verfahren erfasst und nachträglich der acht Meter große Riese am Computer animiert. Diese visuellen Effekte für die Animationen wurden vom neuseeländischen Unternehmen Weta Digital realisiert. Im Dezember 2014 gab Spielberg bekannt, dass nach einer acht Monate langen Suche die Hauptdarstellerin für die Rolle der Sophie in der zehnjährigen Britin Ruby Barnhill gefunden wurde. In einem Statement sagte Barnhill: „Sophie begibt sich auf dieses wunderbare Abenteuer, und ich bin so begeistert, dass ich sie spielen darf. Ich fühle mich unglaublich glücklich und bin so froh.“ Es ist ihre erste Rolle in einem Spielfilm. Spielberg sagte bei der Bekanntgabe: „Wir haben eine wunderbare Sophie in Ruby Barnhill entdeckt.“ Im April 2015 wurden weitere Schauspieler in der Besetzungsliste bekanntgegeben, unter anderem Bill Hader, Jemaine Clement und Rebecca Hall, Penelope Wilton sowie Adam Godley und Ólafur Darri Ólafsson.

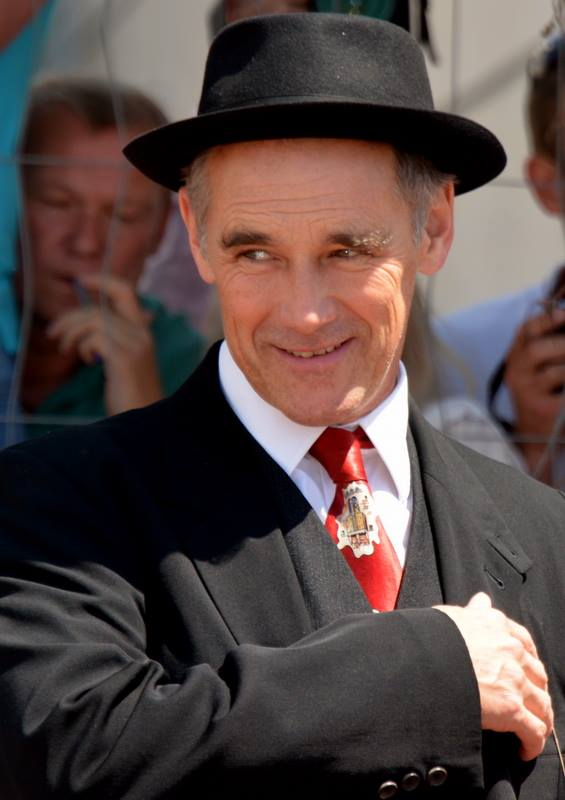
Mark Rylance spielt den „Großen freundlichen Riesen“
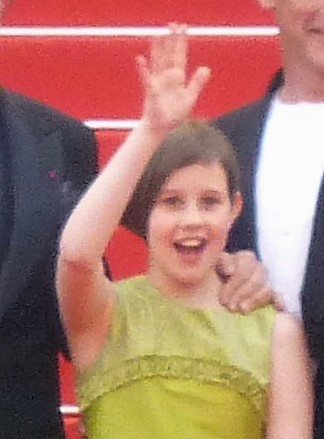
Ruby Barnhill spielt das Waisenkind Sophie
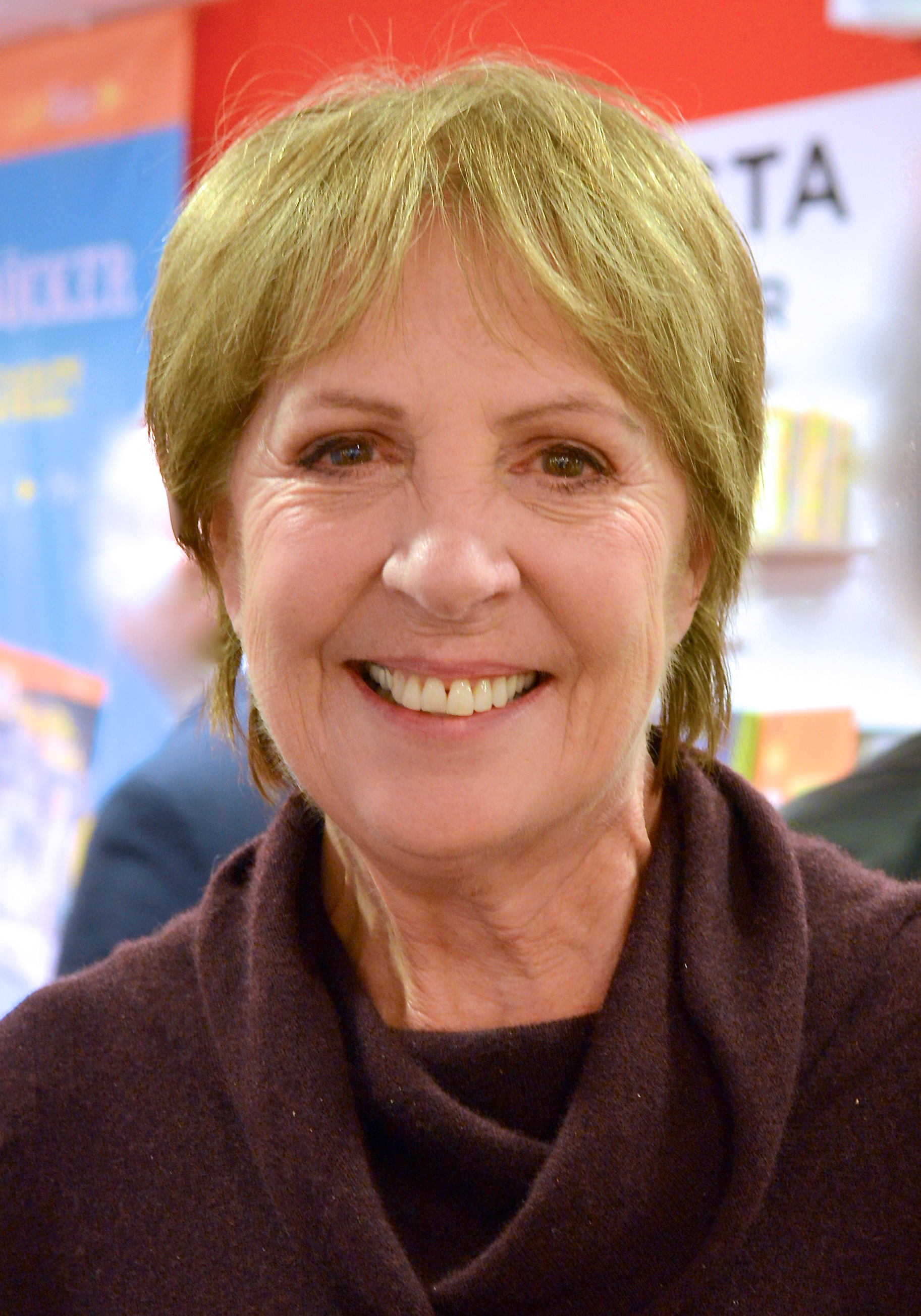
Penelope Wilton spielt die Queen von England
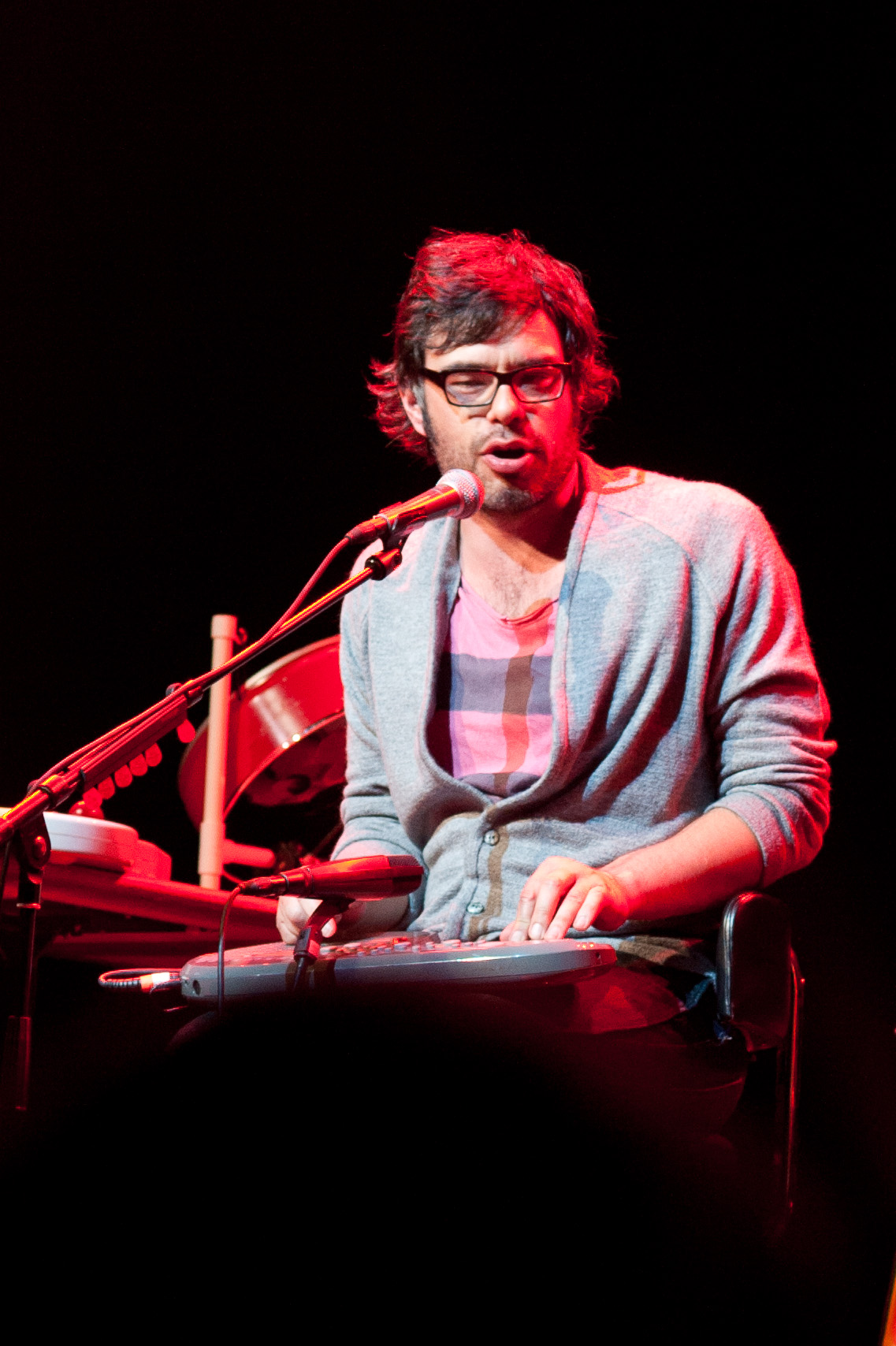
Jemaine Clement spielt den Riesen „Fleshlumpeater“
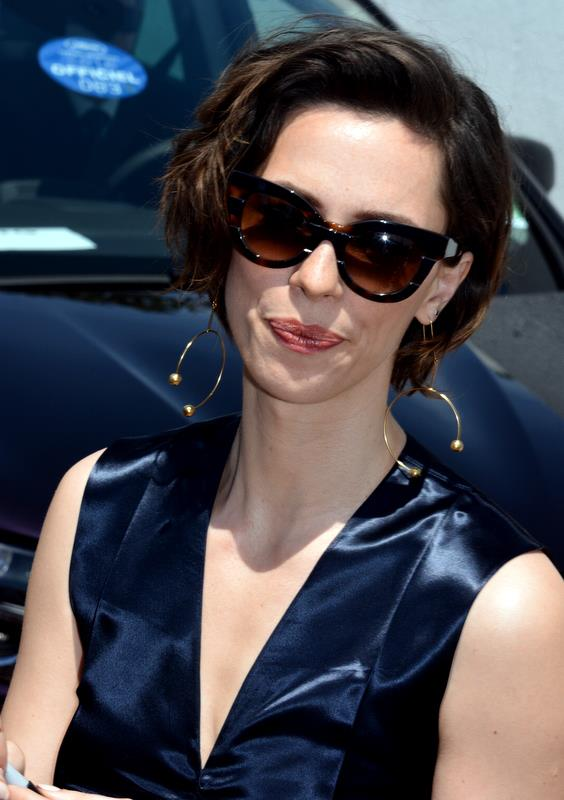
Rebecca Hall spielt die Zofe der Queen, Mary
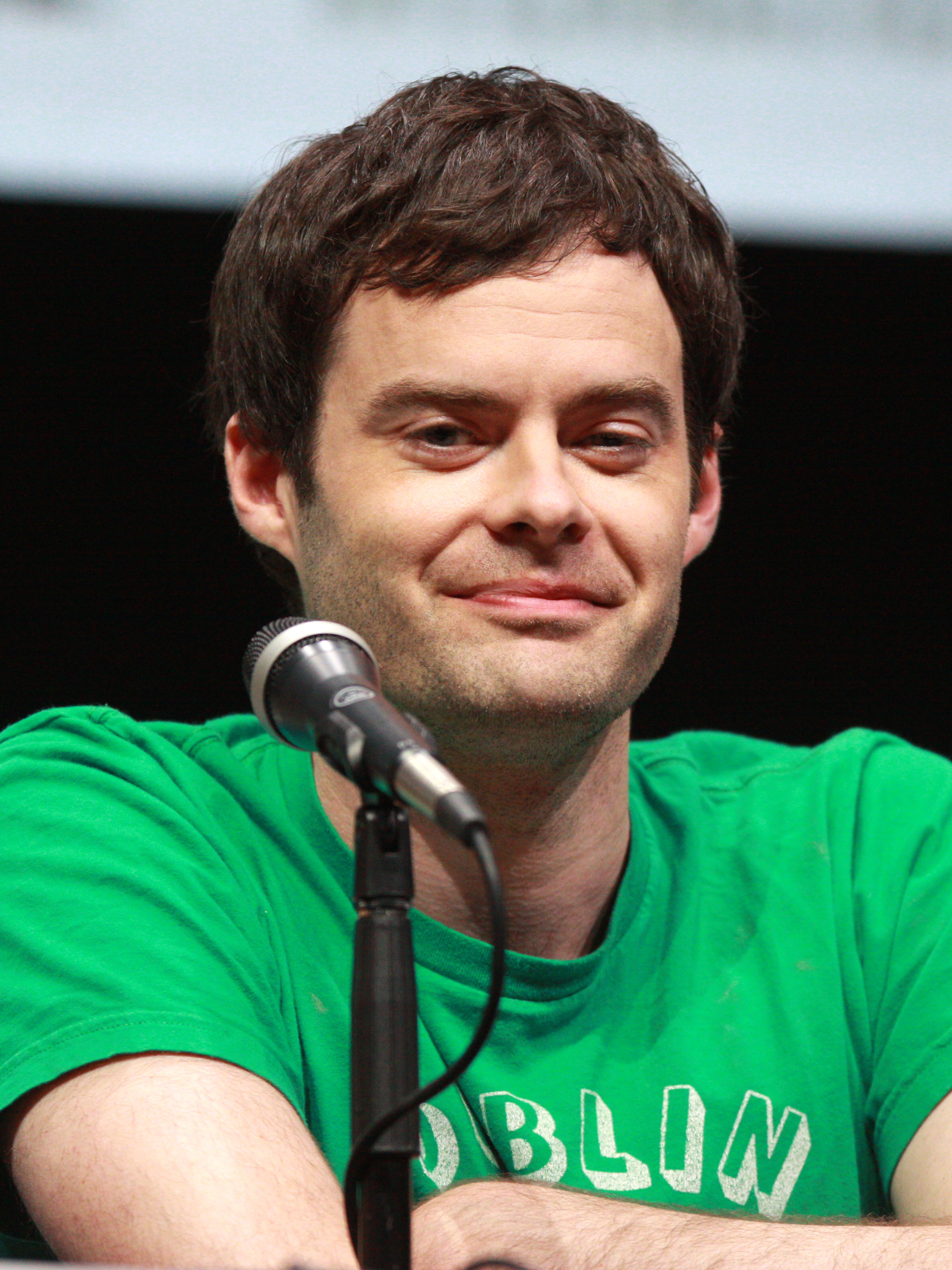
Bill Hader spielt den Riesen „Bloodbottler“
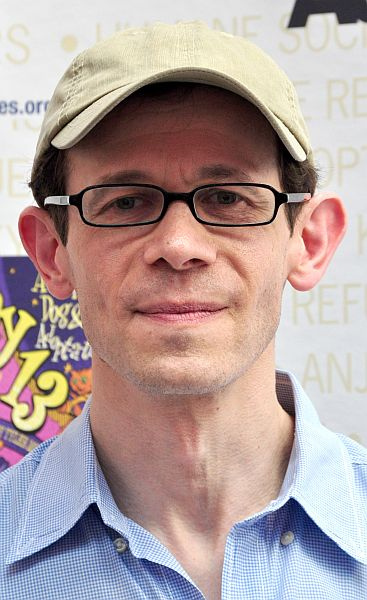
Adam Godley spielt den Riesen „Manhugger“

### Dreharbeiten
Die Dreharbeiten zu The BFG mit einem Budget von 140 Millionen US-Dollar begannen am 23. März 2015 in Vancouver, British Columbia in Kanada, wo Innenaufnahmen in den Vancouver Film Studios realisiert wurden. Zudem fanden auf der schottischen Insel Skye Dreharbeiten statt, bei denen die Außenaufnahmen für das „Land der Riesen“ entstanden. Außerdem wurde in London, England, unter anderem am Buckingham Palace sowie am Blenheim Palace bei Woodstock in der Grafschaft Oxfordshire gedreht. Die kompletten Dreharbeiten wurden am 12. Juni 2015 abgeschlossen.
Der Film wurde in verschiedenen Sprachen produziert. In der deutschen Fassung sind somit alle Beschriftungen, Beschilderungen, Texte und auch Sophies Buch, in welches der Riese schaut, auf Deutsch geschrieben. Die deutsche Synchronfassung entstand bei der Interopa Film unter Dialogbuch und -regie von Christoph Cierpka.

### Filmmusik
Nachdem Spielbergs langjähriger Filmkomponist John Williams aus gesundheitlichen Gründen nicht die Musik zu dessen Film Bridge of Spies – Der Unterhändler beisteuern konnte, sondern diese Aufgabe Thomas Newman übernahm, arbeitete er bei The BFG erneut mit dem Regisseur für die musikalische Untermalung des Films zusammen. Es ist die mittlerweile 27. Zusammenarbeit von Williams und Spielberg für einen Kinofilm. Das Soundtrack-Album zum Film wurde am 1. Juli 2016 im Vertrieb der Universal Music Group veröffentlicht.
| Nr.          | Titel                 | Länge |
| ------------ | --------------------- | ----- |
| 1.           | Overture              | 1:18  |
| 2.           | The Witching Hour     | 4:41  |
| 3.           | To Giant Country      | 2:33  |
| 4.           | Dream Country         | 10:10 |
| 5.           | Sophie’s Nightmare    | 1:57  |
| 6.           | Building Trust        | 3:25  |
| 7.           | Fleshlumpeater        | 1:37  |
| 8.           | Dream Jars            | 3:30  |
| 9.           | Frolic                | 1:44  |
| 10.          | Blowing Dreams        | 3:46  |
| 11.          | Snorting and Sniffing | 2:13  |
| 12.          | Sophie’s Future       | 2:30  |
| 13.          | There Was a Boy       | 3:30  |
| 14.          | The Queen’s Dream     | 3:08  |
| 15.          | The Boy’s Drawings    | 3:05  |
| 16.          | Meeting the Queen     | 3:00  |
| 17.          | Giants Netted         | 2:03  |
| 18.          | Finale                | 2:14  |
| 19.          | Sophie and the BFG    | 8:09  |
| Gesamtlänge: | Gesamtlänge:          | 64:33 |

## Marketing und Veröffentlichung

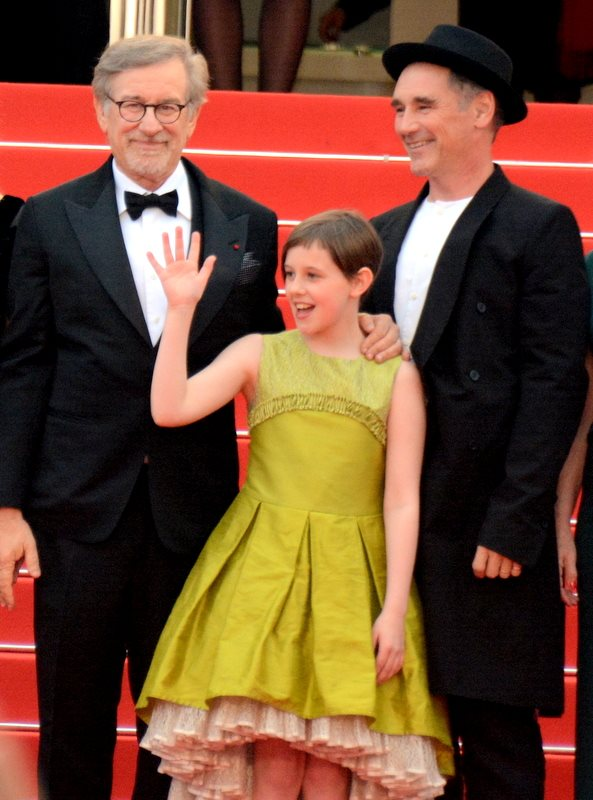
Steven Spielberg, Mark Rylance und Ruby Barnhill bei der Premiere des Films in Cannes

Die Vermarktung des Films übernimmt in weiten Teilen der Welt Walt Disney Studios Motion Pictures. Das kanadische Unternehmen Entertainment One hat unter anderem die Vertriebsrechte für Kanada, Australien sowie Teilen Europas erworben und Reliance Entertainment veröffentlicht den Film in Indien. Für die Auswertung in den deutschsprachigen Kinos hat Constantin Film die Filmverleihrechte erworben.
Am 9. Dezember 2015 veröffentlichte Walt Disney Pictures den ersten Teaser-Trailer. Am 22. Januar 2016 wurde zudem das Teaser-Poster zum Film vorgestellt. Am 5. April 2016 veröffentlichte Disney den ersten offiziellen Trailer zu The BFG. Spielberg veröffentlichte zudem auf der Facebook-Seite der Walt Disney Studios einen Video-Clip, in dem er über den Einfluss des Buches auf ihn berichtet und den Trailer vorstellt. Am 13. Mai 2016 wurde auf der offiziellen Facebook-Webseite zum Film ein Video mit Steven Spielberg und Ruby Barnhill veröffentlicht, in dem die Hauptdarstellerin ihren Regisseur über seine bisherigen Filme befragt. Zudem veröffentlichte Disney am 14. Mai 2016 einen zweiten offiziellen Trailer zum Film sowie am 15. Mai 2016 das offizielle Poster.
Die Premiere von The BFG fand am 14. Mai 2016 bei den 69. Internationalen Filmfestspielen von Cannes statt. Weiterhin wurde der Film am 13. Juni 2016 auf dem Sydney Film Festival gezeigt. Zudem feierte er am 21. Juni 2016 seine Nordamerika-Premiere im El Capitan Theatre in Hollywood, Kalifornien.
The BFG blieb mit 7 Millionen US-Dollar Einnahmen an den Kinokassen am ersten Tag des nordamerikanischen Startwochenendes weit hinter den Erwartungen zurück. Vom 30. Juni bis 4. Juli 2016 spielte der Film weltweit lediglich 26,8 Millionen US-Dollar ein. Dabei entfielen 22,7 Millionen US-Dollar auf Nordamerika und rund 4,1 Millionen US-Dollar auf die internationalen Territorien. In den USA und Kanada spielte er insgesamt ca. 55,5 Millionen US-Dollar ein. Das weltweite Einspielergebnis an den Kinokassen beträgt seit der Veröffentlichung des Films ca. 183,4 Millionen US-Dollar. (Stand: Juni 2017)

## Rezeption
BFG erhielt ein eher gutes Presseecho, was sich auch in den Auswertungen US-amerikanischer Aggregatoren widerspiegelt. So erfasst Rotten Tomatoes überwiegend positive Besprechungen und ordnet den Film dementsprechend als „Zertifiziert Frisch“ ein. Dort formuliert man den Konsens: „BFG minimiert die dunkleren Elemente von Roald Dahls Klassiker zugunsten eines entschlossen gutmütigen, visuell überwältigenden und größtenteils gelungenen familienfreundlichen Abenteuers.“ Laut Metacritic fallen die Bewertungen im Mittel „Grundsätzlich Wohlwollend“ aus.
Christoph Petersen von Filmstarts.de schreibt, dass die Motion-Capture- und CGI-Effekte sowie die Kameraarbeit von Janusz Kaminski visuell „schlichtweg atemberaubend“ seien. Weiterhin resümiert er: „Noch beeindruckender als die pure technische Brillanz ist die scheinbar unerschöpfliche Kreativität, mit der Spielberg sein riesenhaftes Abenteuer in Szene setzt.“

„Mitunter droht die zentrale Freundschaft und damit der eigentliche Kern des Außenseiter-Märchens ein wenig hinter dem visuellen Rausch zurückzustehen – aber letztendlich wird das durch die schiere Präsenz der beiden überragenden Hauptdarsteller verhindert: Der zwölfjährigen Ruby Barnhill steht definitiv eine große Karriere als Kinderstar ins Haus – abseits der klassischen Hollywood-Vorstellungen von ‚süß‘ agiert sie mit keckem Selbstbewusstsein und großer emotionaler Intelligenz. […] Der frischgebackene Oscarpreisträger (für Spielbergs Bridge Of Spies) verleiht dem BFG mit seiner gewohnt subtilen Performance (die Technik ist zum Glück so weit, dass man beim Motion Capturing nicht mehr zwangsläufig hemmungsloses Overacting betreiben muss) eine tiefe Tragik und kraftvolle Ernsthaftigkeit. Trotzdem ist er in den explosiven Pupsszenen und mit seiner Interpretation der Dahl’schen Fantasiesprache Gobblefunk (Daumendrücken für die deutsche Fassung!) immer wieder auch urkomisch. Ein vor allem visuell bahnbrechendes Kinomärchen.“

Im Kontrast dazu zog James Berardinelli einen unvorteilhaften Vergleich zu Spielbergs E.T. und sah bei der Regielegende nur noch eine durchwachsene Trefferquote: „Das hier ist eher Fehlschlag als Hit.“
| Award                                         | Kategorie                                                               | Preisträger                                                                 | Ergebnis  | Ref.          |
| --------------------------------------------- | ----------------------------------------------------------------------- | --------------------------------------------------------------------------- | --------- | ------------- |
| Annie Awards                                  | Herausragende Leistung, Animierte Effekte in einer Spielfilm-Produktion | Claude Schitter, Benjaman Folkman, Gary Boyle, David Caeiro und Luke Millar | Nominiert | [ 76 ]        |
| British Academy Children’s Awards             | BAFTA Kids’ Vote                                                        | The BFG                                                                     | Nominiert | [ 77 ] [ 78 ] |
| Evening Standard British Film Award           | Best Actor                                                              | Mark Rylance                                                                | Nominiert | [ 79 ]        |
| Golden Tomato Awards                          | Best Kids/Family Movie 2016                                             | The BFG                                                                     | 5         | [ 80 ]        |
| London Critics’ Circle                        | Young British/Irish Performer of the Year                               | Ruby Barnhill                                                               | Nominiert | [ 81 ]        |
| Satellite Awards                              | Beste Filmmusik                                                         | John Williams                                                               | Nominiert | [ 82 ]        |
| Satellite Awards                              | Beste Visuelle Effekte                                                  | The BFG                                                                     | Nominiert | [ 82 ]        |
| Saturn Awards                                 | Bester Fantasyfilm                                                      | The BFG                                                                     | Nominiert | [ 83 ] [ 84 ] |
| Saturn Awards                                 | Beste Regie                                                             | Steven Spielberg                                                            | Nominiert | [ 83 ] [ 84 ] |
| Saturn Awards                                 | Bestes Drehbuch                                                         | Melissa Mathison                                                            | Nominiert | [ 83 ] [ 84 ] |
| Saturn Awards                                 | Bester Hauptdarsteller                                                  | Mark Rylance                                                                | Nominiert | [ 83 ] [ 84 ] |
| Saturn Awards                                 | Bester Nachwuchsschauspieler                                            | Ruby Barnhill                                                               | Nominiert | [ 83 ] [ 84 ] |
| Saturn Awards                                 | Beste Musik                                                             | John Williams                                                               | Nominiert | [ 83 ] [ 84 ] |
| Saturn Awards                                 | Bester Schnitt                                                          | Michael Kahn                                                                | Gewonnen  | [ 83 ] [ 84 ] |
| Saturn Awards                                 | Beste Ausstattung                                                       | Rick Carter und Robert Stromberg                                            | Gewonnen  | [ 83 ] [ 84 ] |
| Saturn Awards                                 | Bestes Kostüm                                                           | Joanna Johnston                                                             | Nominiert | [ 83 ] [ 84 ] |
| Saturn Awards                                 | Beste Spezialeffekte                                                    | Joe Letteri und Joel Whist                                                  | Nominiert | [ 83 ] [ 84 ] |
| Washington D.C. Area Film Critics Association | Best Motion Capture Performance                                         | Mark Rylance                                                                | Gewonnen  | [ 85 ]        |
| Women Film Critics Circle                     | Best Animated Female                                                    | The BFG                                                                     | Nominiert | [ 86 ]        |
| World Soundtrack Awards                       | Film Composer of the Year                                               | John Williams (auch für Star Wars: Das Erwachen der Macht)                  | Nominiert | [ 87 ]        |

## Unterschiede zum Roman
- In Roald Dahls Buchvorlage ist die Romanfigur Sophie acht Jahre, während sie im Film zehn Jahre alt ist.[88]
- Im Roman wohnt Sophie gemeinsam mit neun weiteren Mädchen in einem kleinen Waisenhaus eines Dorfes, während sie im Film in einem großen und rustikalen Waisenhaus in London lebt. Jedoch wird im Buch durch Sophie erwähnt, dass sie ein Jahr zuvor in einem Londoner Waisenhaus gelebt hat.
- Das Ende der Geschichte wurde gegenüber der Buchvorlage dahingehend verändert, dass Sophie im Film von der Zofe Mary und dem Butler Mr. Tibbs adoptiert wird und fortan im Buckingham-Palast lebt, während das Mädchen im Roman beim freundlichen Riesen bleibt und ihm Nachhilfe im Reden und Schreiben gibt.
- Die bösen Riesen werden im Film auf eine abgelegene Insel verbannt, während sie im Buch in eine tiefe Grube geworfen werden (ebenfalls zusammen mit Kotzgurken)
- Im Buch werden die bösen Riesen als etwa doppelt so groß wie BFG beschrieben – in der Erstverfilmung desgleichen – in dieser Verfilmung ist der Unterschied – insbesondere zu Fleshlumpeater – deutlich erhöht.